# 法國阿拉伯人
阿拉伯裔法國人，是指生活在法國的阿拉伯人。

## 人口
阿拉伯裔法國人是法國第二大族群(他們多數來自馬格里布，另一些來自马什里克)。但有關於阿拉伯裔法國人的人口沒有官方的數字，因為在法國種族數據的統計是被禁止的。
他們多數在60-70年代法國經濟成長時來到，但在1973年才安排家人一起來法國生活，他們主要生活在法國工業區和巴黎法兰西岛。